# Katedra w Stavangerze
Katedra w Stavangerze (bokmål: Stavanger domkirke, nynorsk Stavanger domkyrkje) – jest najstarszą norweską katedrą. Mieści się w centrum Stavangeru i jest główną świątynią diecezji Stavangeru.

## Historia
Biskup Reinald, który być może pochodził z Winchesteru, zapewne rozpoczął budowę katedry około 1100 r. Ta została ukończona około 1150 r. Katedra została poświęcona Switunowi jako jej świętemu patronowi. Święty Switun był wczesnym biskupem Winchesteru, a następnie świętym patronem katedry w Winchesterze.
Stavanger został spustoszony przez pożar w roku 1272, w wyniku czego katedra doznała silnych uszkodzeń. Odbudował ją biskup Arne, przy czym romańska katedra została powiększona w stylu gotyckim.
W 1682 r. król Chrystian V zdecydował się przenieść siedzibę biskupa ze Stavangeru do Kristiansandu. Jednakże w 800. rocznicę powstania Stavangeru w 1925 r., król Haakon VII ustanowił Jacoba Christiana Petersena jak pierwszego biskupa Stavangeru po niemal 250 latach.
Podczas renowacji w 1860 r., wygląd zewnętrzny i wewnętrzny katedry został znacznie zmieniony. Kamienne mury zostały otynkowane, przez co katedra straciła wiele ze swojego średniowiecznego wyglądu. Główna restauracja przeprowadzona przez Gerharda Fischera w latach 1939–1964 częściowo odwróciła te zmiany. Najnowsza główna restauracja katedry miała miejsce w 1999 roku.